# Marc Juni Brutus l'Acusador
Marc Juni Brutus (en llatí: Marcus Junius Brutus) va ser un jurista romà, anomenat l'Acusador per la vehemència de les seves acusacions i persecucions. Era fill del també jurista Marc Juni Brutus, i formava part de la gens Júnia i de la família dels Juni Brutus, una branca plebea.
Va estudiar lleis com el seu pare, però en comptes de perseguir magistratures o distincions es va fer aviat notori per la vehemència i duresa de les seves acusacions i persecucions: tant és així que el van anomenar accusator. Va atacar persones d'alt rang, entre els quals Marc Emili Escaure. Sobre el seu estil com a orador, Ciceró (que, val a dir, era el seu enemic polític) diu que era càlid i apassionat, però no el considera de bon gust, i diverses vegades contraposa les paraules ben dites de Luci Licini Cras a les paraules extravagants de Juni Brutus. El pare, que era un home ric, va haver de vendre les propietats per suportar certes extravagàncies del fill.